# Kavir (géomorphologie)
Pour les articles homonymes, voir Kavir.
Un kavir est un lac couvert de sel et devenu sec, défini en géomorphologie comme un type de playa. Les kavirs sont communs dans les déserts d'Iran, Dacht-e Kavir et Dacht-e Lout.

## Définition
Le kavir est un bassin endoréique. Selon l'Encyclopædia Iranica,  en tant que terme descriptif précis, le kavīr fait référence à «des revêtements de surface composés exclusivement de sédiments très fins tels que l'argile, le limon et divers types de sels ; ces matériaux s’accumulent dans la partie la plus basse d’un bassin de drainage fermé, dans des conditions où l’évaporation dépasse de loin les précipitations et le ruissellement».
Le mot kavir est employé quelquefois en Iran comme un terme générique désignant tout type de playa ou de sol désertique. Pris au sens strict, cependant, il doit être distingué du «dašt» (dacht, plaine de graviers). Le kavīr présente une salinité plus importante qui explique les croûtes de sel formées à sa surface, à la différence des zones de «dašt»  qui soit ne développent pas de croûte, soit ne présentent que des croûtes de gypse.
Le kavir est semblable à la sebkha. La sebkha, appelé en persan Namakzar or  Shorehzar, est supratidale (se situant sur la partie de la côte toujours émergée) ; constituée de dépôts de carbonate et d'évaporites et, dans une moindre mesure, de sédiments siliciclastiques, elle forme «une zone salée particulièrement vulnérable à l'érosion éolienne».

## Texture et situation géographique
Les kavirs peuvent présenter de manière trompeuse une apparence dure et recouvrir une boue profonde. Marcher sur un kavir est très dangereux en raison des risques d'enlisement.
Leur surface lisse et plane peut s'étendre sur quelques mètres carrés ou sur 
des milliers de kilomètres carrés. 
La plus grande concentration de kavirs se trouve dans le désert iranien appelé Dacht-e Kavir, «immense dépression remplie de marais salés, de bancs de boue, et de champs de dunes».

## Origine du mot
Kavīr, mot persan, viendrait de l'arabe «qafr» , «désert aride», selon Vassili Barthold (Le Turkestan à l'époque de l'invasion mongole ,1900). Wilhelm Tomaschek, en 1885, y voit la racine gaver, gav, qu'il relie  à «cavitas».

## Autres désignations
Kavīr a pour synonyme «solonchak» dans les descriptions  russes de l'Asie centrale ainsi que le mot turc  «takyr» en Asie centrale même.  En arabe c'est le mot «sabḵa» (sebkha) est le plus utilisé pour désigner le kavir.  
Il a pour équivalents vernaculaires le terme «daqq» qui désigne à Khorassan  des zones relativement petites de kavīr  et, à Kerman, le mot «kaffa».